# Hagsgrunden
Hagsgrunden är skär i Åland (Finland). De ligger i Skärgårdshavet och i kommunen Lemland i landskapet Åland, i den sydvästra delen av landet. Öarna ligger omkring 17 kilometer öster om Mariehamn och omkring 260 kilometer väster om Helsingfors.
Arean för den av öarna koordinaterna pekar på är 1,7 hektar och dess största längd är 240 meter i nord-sydlig riktning. I omgivningarna runt Hagsgrunden växer i huvudsak barrskog. Närmaste större samhälle är Mariehamn, 16,9 km väster om Hagsgrunden.